# Olympische Sommerspiele 2012/Wasserspringen – Turmspringen Synchron (Frauen)
Das Synchronspringen vom 10-m-Turm der Frauen bei den Olympischen Spielen 2012 in London wurde am 31. Juli 2012 im London Aquatics Centre ausgetragen. 16 Athletinnen (acht Paare) nahmen daran teil. 
Der Wettbewerb wurde in einem Durchgang mit jeweils fünf Sprüngen durchgeführt.
Beim Sieg der Chinesinnen landete das deutsche Duo Subschinski / Steuer auf Rang sechs.

## Titelträger
| Olympiasieger | Wang Xin, Chen Ruolin ( Volksrepublik China) | 363,54 Punkte | Peking 2008    |
| Weltmeister   | Chen Ruolin, Wang Hao ( Volksrepublik China) | 362,58 Punkte | Shanghai 2011  |
| Europameister | Sarah Barrow, Tonia Couch ( Großbritannien)  | 319,56 Punkte | Eindhoven 2012 |

## Finale
31. Juli 2012, 16:00 Uhr (MESZ)
Es war der vierte Sieg eines chinesischen Duos im vierten olympischen Wettbewerb in dieser Disziplin.

Mit 33 Jahren war Loudy Wiggins geb. Tourky die älteste Wasserspringerin bei den Olympischen Spielen in London.
| Platz | Name                                      | Nation         | 1. Sprung | 2. Sprung | 3. Sprung | 4. Sprung | 5. Sprung | Gesamt |
| ----- | ----------------------------------------- | -------------- | --------- | --------- | --------- | --------- | --------- | ------ |
| 1     | Chen Ruolin / Wang Hao                    | China          | 53,40     | 56,40     | 81,00     | 89,28     | 88,32     | 368,40 |
| 2     | Paola Espinosa / Alejandra Orozco         | Mexiko         | 51,60     | 50,40     | 84,40     | 75,24     | 71,60     | 343,24 |
| 3     | Meaghan Benfeito / Roseline Filion        | Kanada         | 53,40     | 52,80     | 75,60     | 73,26     | 82,56     | 337,62 |
| 4     | Loudy Wiggins / Rachel Bugg               | Australien     | 52,20     | 50.40     | 72,90     | 70,29     | 77,76     | 323,55 |
| 5     | Sarah Barrow / Tonia Couch                | Großbritannien | 54,00     | 53,40     | 68,16     | 68,40     | 77,76     | 321,72 |
| 6     | Nora Subschinski / Christin Steuer        | Deutschland    | 53,40     | 49,80     | 76,80     | 64,38     | 68,40     | 312,78 |
| 7     | Leong Mun Yee / Pandelela Rinong Pamg     | Malaysia       | 52,80     | 54,00     | 70,20     | 60,48     | 71,04     | 308,52 |
| 8     | Julija Prokoptschuk / Wiktorija Potechina | Ukraine        | 51,60     | 49,80     | 68,16     | 64,80     | 65,28     | 299,64 |

## Videoaufzeichnungen
- Finale